# Procession du Christ-Mort
La procession du Christ-Mort, aussi connue sous le nom d'Enterrement du Christ, ou bien de Santo Entierro, est une procession religieuse nocturne qui se déroule chaque année à l'occasion du Vendredi Saint en mémoire de la mise au tombeau de Jésus-Christ.

## Fondement évangélique: la mise au tombeau du Christ
La procession du Christ-Mort se fonde sur les récits de la mort du Christ dans les évangiles de Jean (19, 38-42), Luc (23, 50-55), Marc (15, 43.49) et Matthieu (27, 55-61), ainsi que dans les évangiles apocryphes.

« Après cela, Joseph d’Arimathie, qui était disciple de Jésus, mais en secret par crainte des Juifs, demanda à Pilate de pouvoir enlever le corps de Jésus. Et Pilate le permit. Joseph vint donc enlever le corps de Jésus. Nicodème – celui qui, au début, était venu trouver Jésus pendant la nuit – vint lui aussi ; il apportait un mélange de myrrhe et d’aloès pesant environ cent livres. Ils prirent donc le corps de Jésus, qu’ils lièrent de linges, en employant les aromates selon la coutume juive d’ensevelir les morts. À l’endroit où Jésus avait été crucifié, il y avait un jardin et, dans ce jardin, un tombeau neuf dans lequel on n’avait encore déposé personne. À cause de la Préparation de la Pâque juive, et comme ce tombeau était proche, c’est là qu’ils déposèrent Jésus. »

— Evangile de Jésus-Christ selon Saint Jean 19, 38-42

## Histoire

### Origine: entre la procession eucharistique et les mystères de la Passion

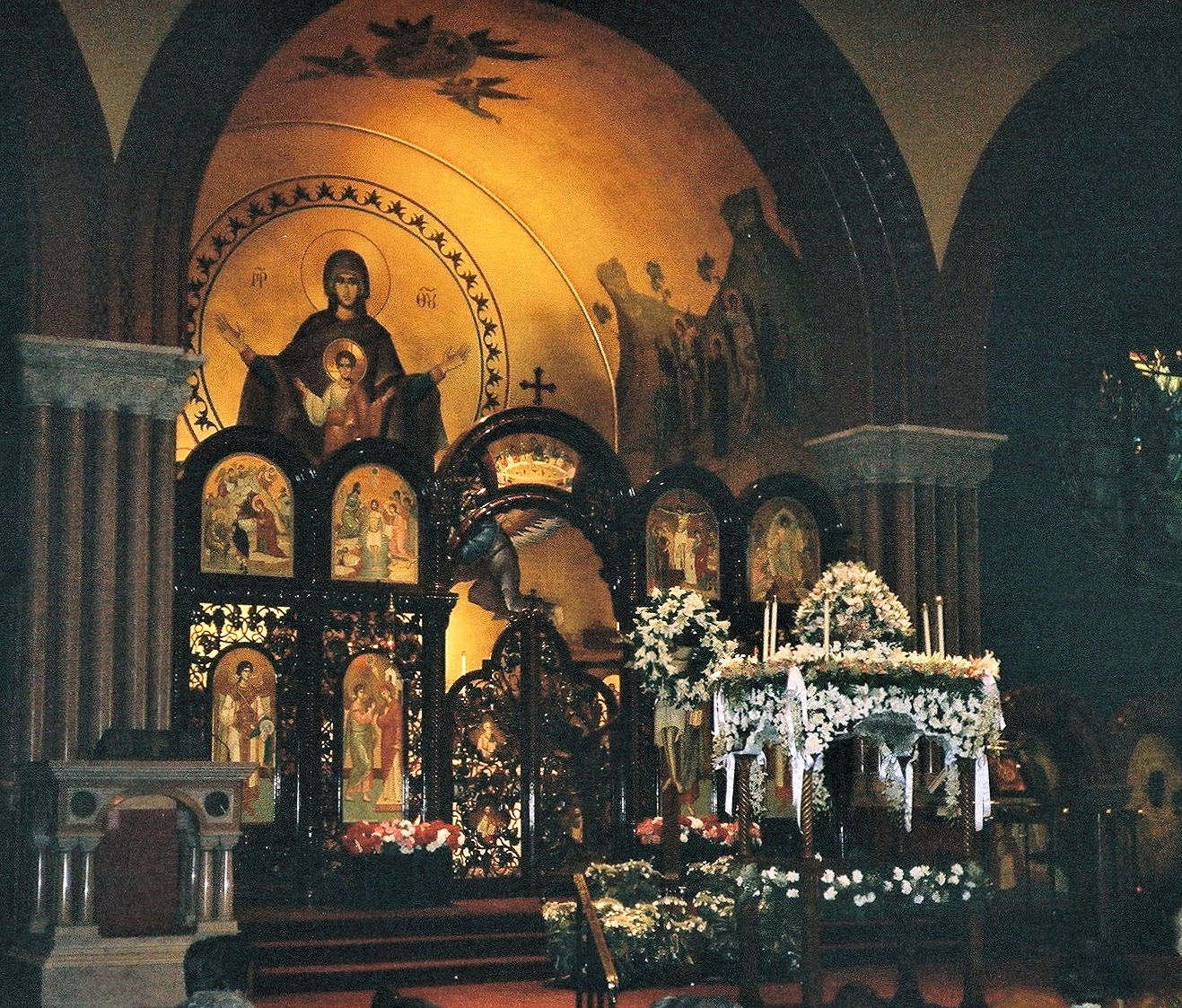
Lepitataphios est le tombeau symbolique du Christ-Mort dans la tradition byzantine.

La procession du Christ-Mort est la version latine de l'Épitaphios du rite byzantin, suggérant ainsi son origine antique du premier millénaire avant le Grand Schisme. À la différence des orthodoxes qui vénèrent une icône, l'Église latine vénère une statue sculptée du Christ-Mort.
La plus ancienne trace écrite d'une coutume des funérailles du Christ provient de l'Angleterre anglo-saxonne, dans le Regularis Concordia datant d'environ 973, bien qu'il semble que l'origine de ce rite sur le continent soit d'une date plutôt antérieure.
Au XIIe siècle, Rupert de Deutz décrit le rite de la Depositio célébré dans certains diocèses. Commémorant la sépulture du Christ, les saintes espèces de l'Eucharistie, ou un crucifix, ou une statue du Christ-Mort, était dans un sépulcre symbolique dans l'attente de la Résurrection. En symétrique de la procession eucharistique du Jeudi Saint, la procession raccompagne les saintes espèces du reposoir à l'autel, avec non pas un mais deux prêtres, représentant Joseph d'Arimathie et Nicodème, qui mirent le corps du Christ au tombeau après sa mort en croix avec l'accord de Ponce Pilate. La dimension symbolique de cette procession est décrite en 1494 dans les Hores de la setmana sancta de Valence en Espagne.
En parallèle de ce développement liturgique, un développement plus théâtral donne lieu à de plus nombreuses représentations des Mystères de la Passion. La Mise au tombeau est un thème particulièrement populaire dans les Mystères de la Passion du Christ et la sculpture religieuse européenne des XVe et XVIe siècles.

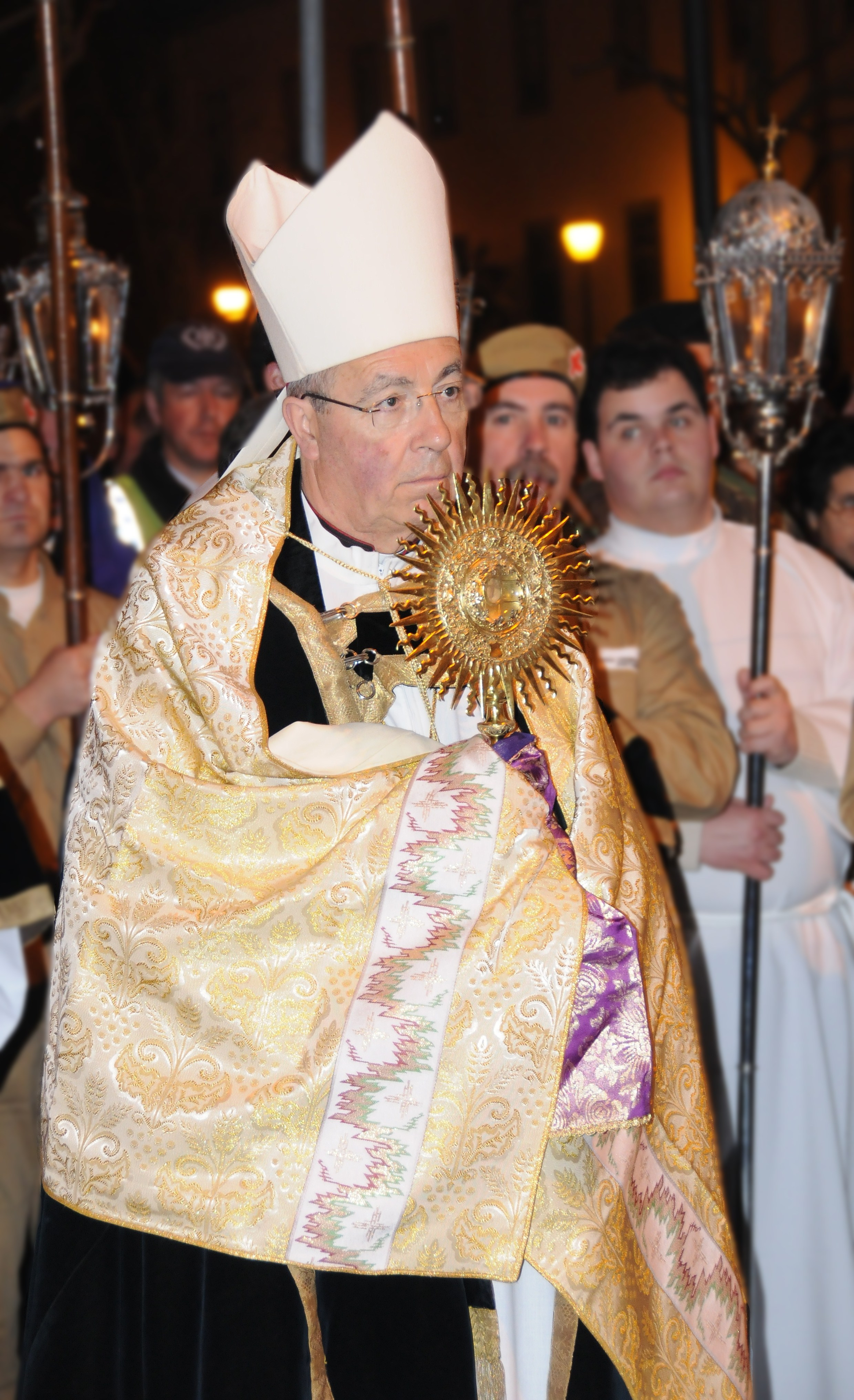
Selon l'antique tradition antérieure aux réformes du Concile de Trente, l'archevêque de Braga, S.E. Monseigneur Jorge Ortiga, revêtu de la chape noire et du voile huméral blanc, porte le Saint-Sacrement dans la Procession de l'Enterrement du Christ.

L'édition de 1518 du Missel de Braga au Portugal témoigne de l'existence de la procession eucharistique du Vendredi Saint et d'une procession de la dépouille du Christ. Le changement qui a conduit à la substitution du Saint-Sacrement par une image du Christ-Mort peut s'expliquer comme le maintien d'une dévotion déjà profondément enracinée des fidèles à cette procession du Vendredi Saint, alors qu'elle a été confrontée à l'interdiction par la Sacrée Congrégation des Rites voulue par le Concile de Trente de toute exposition et procession du Saint-Sacrement ce jour-là, ce qu'elle confirme par un décret du 6 août 1591.
La Procession du Vendredi Saint pour l'enterrement du Christ a survécu dans le rite de Braga au Portugal, même après l'adoption générale du rite romain et les diverses interdictions tridentines concernant ces drames fleuris de la Passion du Moyen Âge. La cérémonie a également survécu au Saint-Sépulcre.
Les franciscains du Saint-Sépulcre ont fidèlement adopté les réformes tridentines, mais ont conservé les funérailles du Christ (Processio funebris Feria IV in Parasceve) en les transférant de la liturgie des Présanctifiés au soir du Vendredi Saint.

### Diffusion d'une procession missionnaire dans l'Empire des Habsbourg d'Espagne à la suite du Concile de Trente
La procession du Christ-Mort, par son caractère aliturgique et théâtral, se situe à la rencontre de cette interdiction de la procession eucharistique du Vendredi saint et du succès des mystères de la Passion.
Ainsi, en s'installant dans la région mixtèque de Oaxaca au Mexique à partir de 1541, les frères dominicains établissent une coutume qui deviendra si populaire qu'elle sera également adoptée par les Franciscains. C'est la procession de l'enterrement du Vendredi Saint, ou Procesión del Santo Entierro. Le dominicain Fray Agustín Dávila Padilla décrit, à la fin du XVIe siècle, en quoi consistait cette procession.
Le franciscain Francisco de Gamboa poursuit ce travail d'inculturation de la foi par la pastorale des processions du Vendredi Saint. Ce théâtre rudimentaire devient ainsi la première expérience d'une représentation théâtrale d'une scène de la Passion dans la tradition mexicaine. La publication d'une histoire ecclésiastique par Gerónimo de Mendieta et en 1615 la publication de son livre Monarquia Indiana à Séville par Juan de Torquemada tous deux décrivant ces nouvelles processions contribuent à leur diffusion rapide en Europe. À ce jour, la Procesión del Santo Entierro qui défile pour la première fois en 1615 à Salamanque est la plus ancienne de la ville.
La procession du Christ-Mort se développe en Italie en s'enrichissant des tableaux de la Via Crucis développé par les frères franciscains. Sous l'égide de l'évêque réformateur de Milan le Cardinal Charles Borromée, la ville de Milan dévient une véritable "città rituale" cette procession funéraire, particulièrement après l'épidémie de 1576.
S'il est vrai que les pères barnabites de Milan revendiquent depuis 1587 l'organisation d'une procession du Vendredi-Saint et des mystères de la Passion se terminant en l'église du Saint-Sépulcre de la ville, des processions similaires étaient également organisées dans les années 1600 à Milan et à Côme par les Jésuites. Au sein de l'Empire espagnol, la forme plus théâtrale promue par les Dominicains, caractérisée par l'importance des figurants et des costumes et la présence des instruments de la Passion, aura tendance à s'imposer. L'utilisation de l'appellation entierro témoigne à ce jour de cette influence espagnole en Italie; ainsi, la procession du Christ-Mort est d'origine espagnole, moins dans son contenu, que dans son style processionnel.
La procession du Christ-Mort devient une expression du spectaculaire baroque et de la dévotion religieuse de l'Ancien Régime. La procession s'enrichit de pompe et de circonstances et de décorum au fil des siècles, comme l'a noté Giovanni Francesco Gemelli Carreri qui a visité le Mexique en 1697.
En 1715, l'empereur Charles VI soutient la ferveur de cette procession et signe une ordonnance prévoyant que la procession du Christ Mort à l'église San Fedele de Milan se déroule avec un culte qui soit aussi grand que possible.

### Une procession menacée: les interdictions de Joseph II d'Autriche et les suppressions de la Révolution française
La situation bascule complètement avec le renforcement du contrôle de l'Église par les autorités politiques imposé par Joseph II. À la suite de sa conquête du Nord de l'Italie, lorsqu'en 1786, l'empereur autrichien Joseph II réforme le culte et les manifestations religieuses publiques, la procession du Christ-Mort est interdite en même temps que toutes les confréries sont dissoutes dans la région de Milan.
Interdite par la Révolution française, la Procession du Christ-Mort est rapidement rétablie; ainsi En 1802, la procession est rétablie à Lessines en Belgique. L’année suivante, l’office est annoncé à 7 heures tandis « [qu’] à 4 heures ont lieu les matines suivies de la procession parmi la ville ». La procession est donc transférée au matin avant de retrouver place, dès 1810, en fin d’après-midi.
La procession survit dans certaines villes d'Italie loin du pouvoir impérial autrichien et des troubles révolutionnaires. Elle est rétablie dans de nombreux lieux au début du XIXe siècle et elle est ainsi de nouveau promue à Pavie ou encore à Monza, et encore à ce jour, comme dans la ville de Cagli dans les Marches.
En 1851 à Murcie en Espagne, des étudiants parodient la procession du Santo Entierro en organisant l'Enterrement de la Sardine qui singe le cortège funèbre solennel du Vendredi Saint. Au fil des années, cette procession s'intégrera au célébration du Mardi Gras de Carnaval dans une forme de préparation au Carême.

### L'affirmation d'une identité populaire religieuse au risque du tourisme de masse
Après plus de quatre siècles d'implataton, parfois contestée, de la procession, celle-ci devient dans de nombreuses régions du monde un marqueur de l'identité locale du point de vue religieux mais aussi politique. Ainsi lors du conflit entre les Philippines et les États-Unis d'Amérique, le 27 septembre 1901, avant le massacre de Balangiga, l'image d'un Christ gisant dit Santo Entierro est portée en procession autour de la paroisse par les fidèles philippins Plus tard en 1928, l'attachement populaire au Santo Entierro est tel aux Philippines qu'il occasionne un différend juridique avec les autorités ecclésiastiques locales qui remonte jusqu'à la Cour suprême des Philippines.
La réforme de la Semaine Sainte en 1955 n'affecte pas directement la procession du Christ-Mort qui n'est pas dictée par le Missel mais par les traditions locales. La couleur liturgique du Vendredi Saint passant d'une noir au rouge, certains lieux adaptent alors la procession du Christ-Mort à cette réforme. En revanche, dans l'élan du Second Concile du Vatican, certains évêques progressistes s'opposent plus directement à la procession du Christ-Mort, dans une volonté de donner plus d'importance à la célébration de Pâques. Ainsi, par exemple, l'évêque de Gozo, Monseigneur Joseph Pace, va jusqu'à supprimer la procession du Santo Entierro en la Basilique Saint-Georges de Rabat à partir de 1968.
Au même titre que nombre de rituels publics européens, la procession du Christ-Mort, après un fort déclin au début du siècle, a largement augmenté dans les années 1970. Depuis les années 1980, les processions du Santo Entierro se sont considérablement développées, comme en témoignent des lieux comme Malte où la dévotion a été revitalisée, ou encore à Tende dans les Alpes-Maritimes où la procession du Christ-Mort réapparaît grâce à un « usage revendicatif de la tradition religieuse ». Cependant, depuis l'an 2000, diverses voix se sont élevées concernant les conséquences du tourisme de masse sur l'authenticité du cortège, aussi bien dans des lieux qui attirent un tourisme international comme à Séville en Espagne, qu'en des lieux plus éloignés comme en Colombie où des appels pour un tourisme durable et respectueux se font entendre.

## Diffusion

### Asie

#### Terre Sainte: la procession du tombeau du Christ, le Saint-Sépulchre
Le soir du Vendredi Saint au Saint-Sépulcre à Jérusalem, les funérailles du Christ ont lieu selon une ancienne coutume qui remonte au début de la présence franciscaine à Jérusalem. Sa forme actuelle n'a pas changé depuis 1750.
Le cortège funèbre débute dans la chapelle du Saint-Sacrement, et est ponctué de lectures de l'Évangile. Après un moment de prière silencieuse, les franciscains élèvent progressivement la voix au crépuscule du Saint-Sépulcre pour entonner le Psaume 51 (50) "Miserere". La procession des fidèles se dirige lentement vers le Calvaire, portant le crucifix sur lequel une statue du Christ a été clouée. Les vêtements des ministres sont un riche ensemble espagnol du XIXe siècle en velours noir avec broderies d'or et d'argent, orné des instruments de la Passion, fabriqué à Valence spécialement pour le Saint-Sépulcre. À chaque étape de la procession, le Custode revêt l'un des six prêtres d'une étole noire.
Lorsque l'effigie du Christ arrive au Calvaire, deux diacres enlèvent leurs dalmatiques et enlèvent la couronne d'épines avec des tenailles et les clous dans ses mains et ses pieds avec un marteau, les plaçant sur quatre plaques données par Charles II d'Espagne.
Enveloppé d'un drap blanc, le Christ mort est ensuite porté à la Pierre de l'Onction. Ici, le Custode de Terre Sainte s'agenouille et, enlevant sa chape, oint doucement le corps, représentant symboliquement Joseph d'Arimathie et Nicodème. Il verse ensuite des parfums sur le corps avec un aspersoire de filigrane d'argent. Puis il saupoudre des grains d'encens de deux pokals en argent offerts par l'empereur Léopold Ier et Mikołaj Zebrzydowski, voïvode de Cracovie au XVIIe siècle.
Puis la statue du Christ est portée à l'édicule et placé sur la pierre du tombeau. Elle y repose jusqu'au matin du samedi saint, pour la proclamation au Saint-Sépulcre de la résurrection du Seigneur et de la victoire de la vie sur la mort.

#### Philippines: leSanto EntierroouSanto Bangkay
Aux Philippines, le point culminant habituel du Vendredi Saint est le Santo Entierro ou Santo Bangkay qui est à la fois le nom du rite lui-même et de la statue du Christ mort qui en est le centre. Cette dévotion est le témoin de la foi des Philippins dans la compassion de Dieu qui va jusqu'à donner son Fils Unique Jésus Christ, qui aime notre humanité jusque dans la mort, "au contraire d'une divinité grecque apathique". L'image du Santo Entierro est posée sur une calandre ou une bière ornée de fleurs et amenée dans la ville. Sa suite est normalement composée d'images de saints liés au récit de la Passion, tels que Pierre, Marie-Madeleine et Jean l'Évangéliste. La tradition veut que quel que soit le nombre d'images utilisées dans la procession, celle de la Vierge Marie, vêtue de noir et d'or comme la Mater Dolorosa en deuil, soit toujours la dernière de la file.
Certains endroits accordent au Santo Entierro des rites funéraires traditionnels tels que toilette mortuaire ou la mise sur une chaise funéraire. À Pakil, le gisant du Santo Entierro, est fumée sur des épluchures brûlantes de lanzones : pendant la procession, la calandre portée par l'épaule fait plusieurs arrêts, et à chaque fois, elle est posée sur les épluchures brûlantes. À chaque station, un hymne est chanté et un crieur, se tournant vers la bière, crie trois fois en espagnol : « ¡Señor ! ¡Misericordia, Señor ! ("Seigneur! Miséricorde, Seigneur!"), une phrase que l'assemblée répète à voix basse à chaque fois.
A Alimodian, le Santo Entierro est enterré - non pas près de l'autel comme il est d'usage ailleurs - mais aux portes de l'église, pour permettre au peuple de vénérer l'icône généralement en lui baisant les pieds comme au Vietnam selon la tradition dominicaine. Il y a aussi un grand crucifix devant l'autel que les gens peuvent vénérer et embrasser. La nuit, des jeunes filles costumées et portant des cierges allumés marchent pieds nus avec la Mater Dolorosa dans une seconde procession autour de la place de la ville. Les jeunes filles méditent et pleurent, reconstituant l'enterrement que les femmes disciples du Christ lui ont donné.
Parmi les chars ou calandaras célèbres et élaborées du pays figurent celles d'Agoo, de Bacolor, de Baliwag, de Guagua, de Molo, d'Iloilo, de Paete, de San Pablo, de Sasmuan, de Silay et de Vigan. Certains sont vieux de plusieurs siècles et ont été commandés aux célèbres talleres (ateliers) des santeros Asunción et Máximo Vicente.

#### Vietnam: l'enlèvement des clous et l'enterrement de Jésus
Les chrétiens du Vietnam ont aussi reçu cette tradition des missionnaires dominicains, avant de l'adapter à leur culture. Aujourd'hui, cette tradition est aussi reprise par la diaspora vietnamienne.
Le soir du Vendredi Saint, les chrétiens célèbrent l'« Enlèvement des clous et l'enterrement de Jésus » (« Nghi thức tháo đinh táng xác Chúa Giêsu »). L'office des Ténèbres suit le Chemin de Croix. Quinze bougies s'alignent en forme de triangle au-dessus d'un grand crucifix. Des chantres vêtus du traditionnel áo dài chantent à tour de rôle « Les quinze Lamentations sur la passion du Christ » (« Ngắm 15 sự thương khóc Chúa Giêsu ») d'une manière déchirante, évoquant l'empathie pour Jésus et Marie et la contrition des péchés.
Après la 15e méditation, des hommes vêtus d'habits funéraires marchent en deux lignes vers le crucifix. Certains grimpent sur des échelles pour descendre le corps de la croix, tandis que d'autres le transportent dans un cercueil de verre. Les bras de Jésus sont repliés et placés le long de son corps.
Les hommes enveloppent ensuite la statue de Jésus dans du lin blanc et le placent dans le cercueil. Le cercueil est placé sur un char fleuri éclairé par des lumières. Alors que le char quitte l'église sur les épaules des hommes, les femmes en pleurs, toutes vêtues de blanc, suivent derrière le cercueil avec la Mère Douloureuse, également portée sur un autre char. Chaque personne de la congrégation prend une bougie allumée et suit la Mater Dolorosa pour la procession autour de la propriété de l'église et vers le tombeau.

### Europe

#### Belgique: les pénitents de Lessines
Le Vendredi saint, la ville de Lessines en Belgique mène la dépouille du Christ au cours de la Procession de la Mise au Tombeau, à l'issue d'un office solennel de la Passion qui en constitue le premier acte.

#### Catalogne: la procession de la Sanch
La procession de la Sanch qui se déroule à Perpignan, et plus largement en Catalogne, est organisée par les cinq "regidors", responsables de l'archiconfrérie, qui guident le cortège. Ceux-ci sont vêtus d'une tunique rouge et du chapeau conique que portent les pénitents durant les processions de la Semaine sainte, percé de deux trous au niveau des yeux, et ils agitent une cloche, au son des roulements de tambours. Une représentation de la vierge, drapée de noir devant la mort du Christ, est portée par quatre femmes dont le visage est couvert par des mantilles. Les autres fidèles sont vêtus de tuniques rouges ou noires, nouées de cordelières à la taille, aux couleurs de leur village. La tradition séculaire fait aujourd'hui partie de l'identité catalane.

#### Espagne: la Grande Procession du Saint Enterrement
La Grande Procession du Saint Enterrement ou Gran Procesión del Santo Entierro qui date du début du XVe siècle, est l'une des représentations les plus originales et les plus anciennes de la passion en Espagne. La musique qui est aujourd'hui incorporée à la procession date du XVIIIe siècle.

#### Monaco: la procession sur le Rocher
La procession du Christ-Mort est arrivée à Monaco après le Traité de Tordesillas qui plaçait le Rocher sous la protection des Habsbourg d'Espagne. Ainsi, jusqu'à ce jour, le Vendredi Saint, se déroule, toujours dans les ruelles du Rocher, la Procession du Christ-Mort. À la nuit tombée, les lumières du Rocher sont voilées et dans le recueillement de la foule la Procession du Christ-Mort s'ébranle au son d'une musique funèbre.
Le départ de la procession a lieu à la Chapelle de la Miséricorde où est conservé le gisant du Christ. Les Frères de l'Archiconfrérie de la Miséricorde portent l’aube blanche, le camail noir à soutache et boutons rouges avec une ceinture en cordon noir. Les Sœurs, elles, portent l’aube blanche, le camail blanc à soutache et boutons noirs, le voile et le cordon noirs. Les autres figurants portent des tenues rappelant les habits bibliques. Ils représentent, dans un ordre strictement établi, la Vierge et les trois Marie, les douze apôtres et les soldats romains, encadrant le reposoir du Christ mort porté par les Pénitents. La famille princière, et notamment le prince souverain Albert de Monaco et son épouse Charlène de Monaco, en compagnie de leur chapelain, assistent traditionnellement à la procession depuis le balcon du Palais Princier.

#### Portugal: l'antique liturgie de Braga

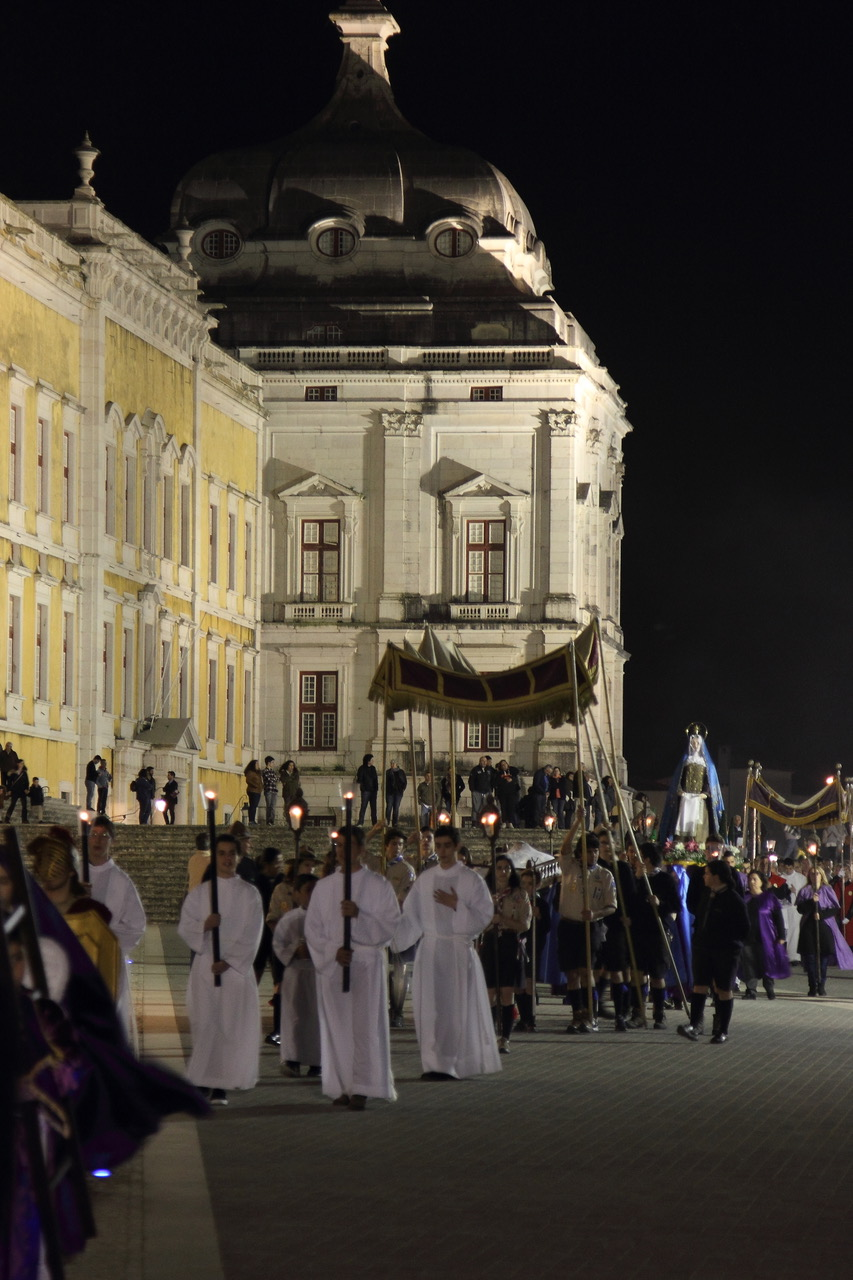
Procession de l'Enterrement du Seigneur, Mafra (Portugal).

A Braga au Portugal, la procession dite Procissão do Enterro do Senhor est organisée par le chapitre de la cathédrale, les confréries de la Miséricorde et de la Sainte-Croix et la commission de la Semaine Sainte et emmène le cercueil du Christ-Mort à travers les rues de la ville, accompagné de plusieurs confréries, chevaliers des Ordres souverains de Malte et du Saint-Sépulcre de Jérusalem, capitulaires de la cathédrale et des autorités. En signe de deuil, les capitulaires et les membres de la Confrérie y vont la tête couverte. Les figures allégoriques portent un voile de deuil.

## Rite

### Rituel
La cérémonie, toujours après l'heure de la mort de Jésus, n'est pas strictement liturgique, et suit traditionnellement l'office des Ténèbres du Vendredi Saint. Les laïcs sont les acteurs de ces rites dramatiques, qui racontent une expérience théâtrale plutôt que religieuse. Le Christ-Mort et la Vierge Marie en Mater Dolorosa sont représentées par des statues portées sur des chars. De nombreux figurants représentent les autres protagonistes de la Passion: les saintes femmes de Jérusalem, Jean l'Apôtre, les Simon de Cyrène, Malchus, Nicodème et Joseph d'Arimathie, les centurions romains. L'ordinaire du lieu, le clergé, les confréries, les autorités civiles prennent place dans le cortège selon un ordre de préséance en tête duquel est le gisant du Christ-mort.
La cérémonie est divisée en deux actes : la déposition du simulacre du Christ de la croix et son enterrement.
En Italie, diverses traditions espagnoles et italiennes ont probablement fusionné, notamment à travers des ordres mendiants comme les franciscains, auxquels s'est ajoutée la stratégie de cooptation des nobles et congrégations et associations de piété.

### Personnages

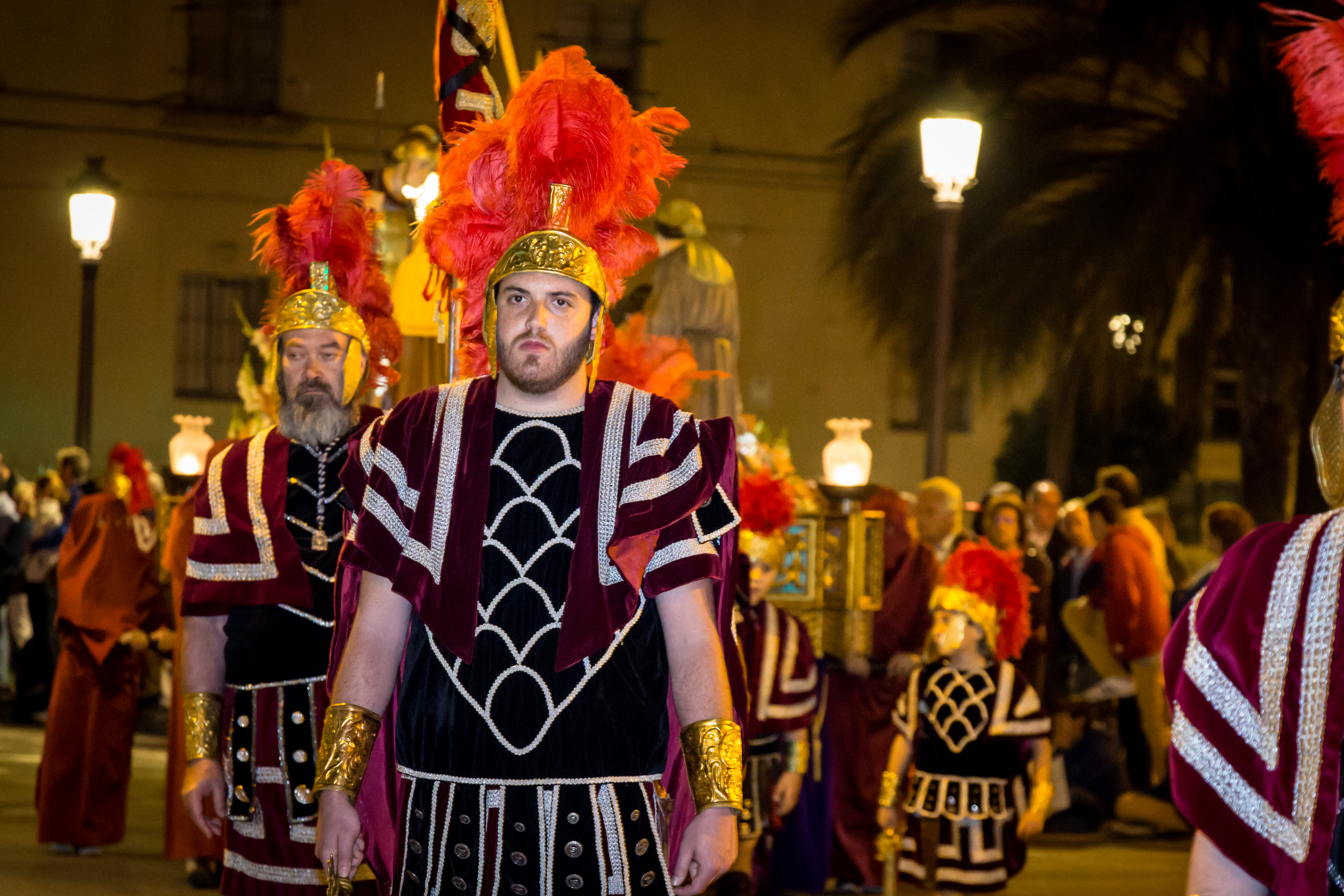
Parmi les nombreux personnages de la Procession, les soldats romains encadrent le cortège.

Les principales figures du cortège sont les simulacres du Christ mort et de la Vierge de douleurs, devant lesquels le public est invité à s’incliner.
Le cortège vivant peut compter jusqu'à une centaine d'acteurs inspirés des récits de l'Evangile disséminés selon leur rôle dans la Passion.
Le clergé accompagne la procession en chape curiale ou vêtu d'un simple surplis.
Quelques piqueurs à cheval ouvrent et ferment le cortège.

### Objets

#### Le gisant articulé du Christ dans un cercueil de verre

Cercueils ornés aux parois de verre de la Procession de l'<nowiki/>Entierro en Espagne.
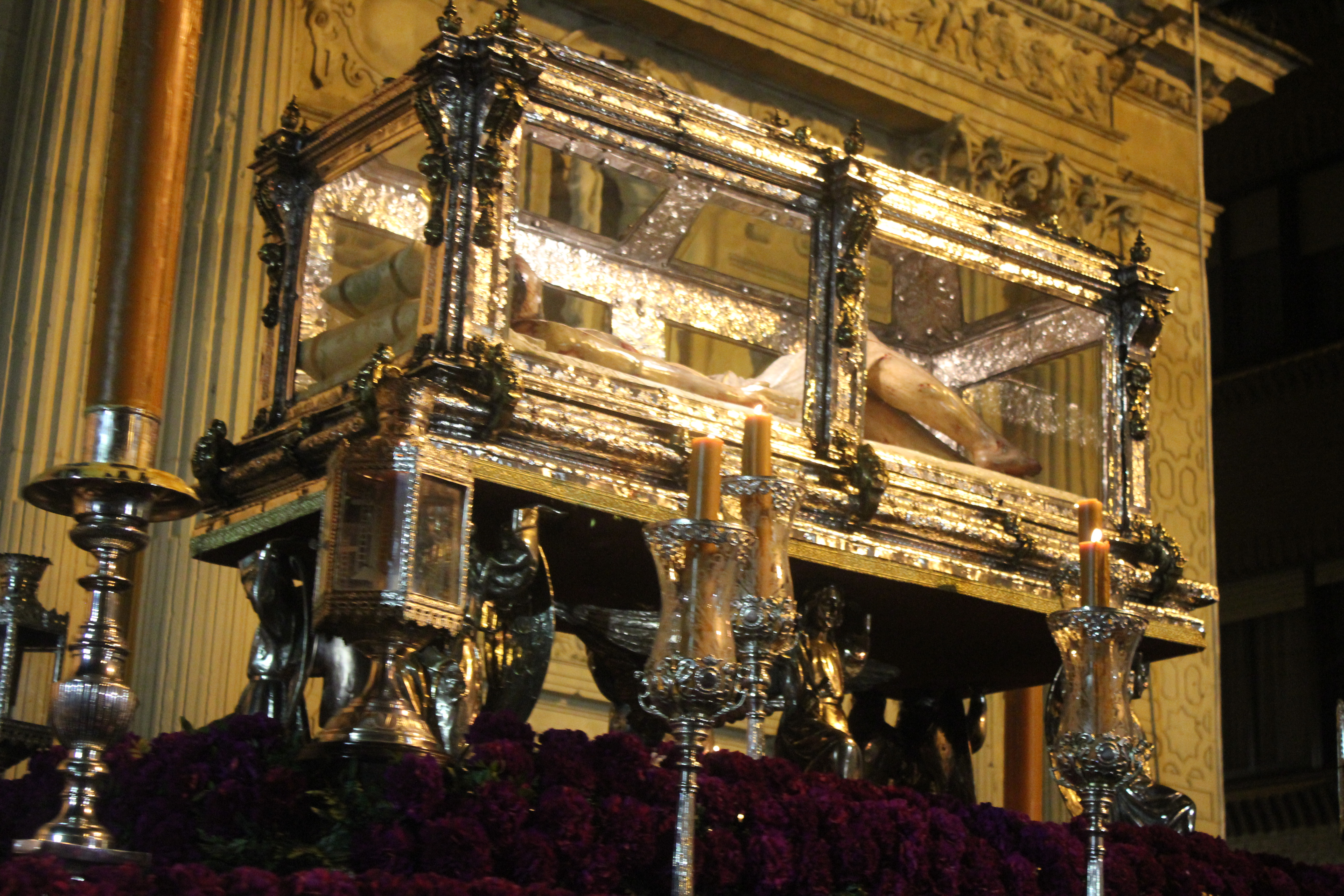
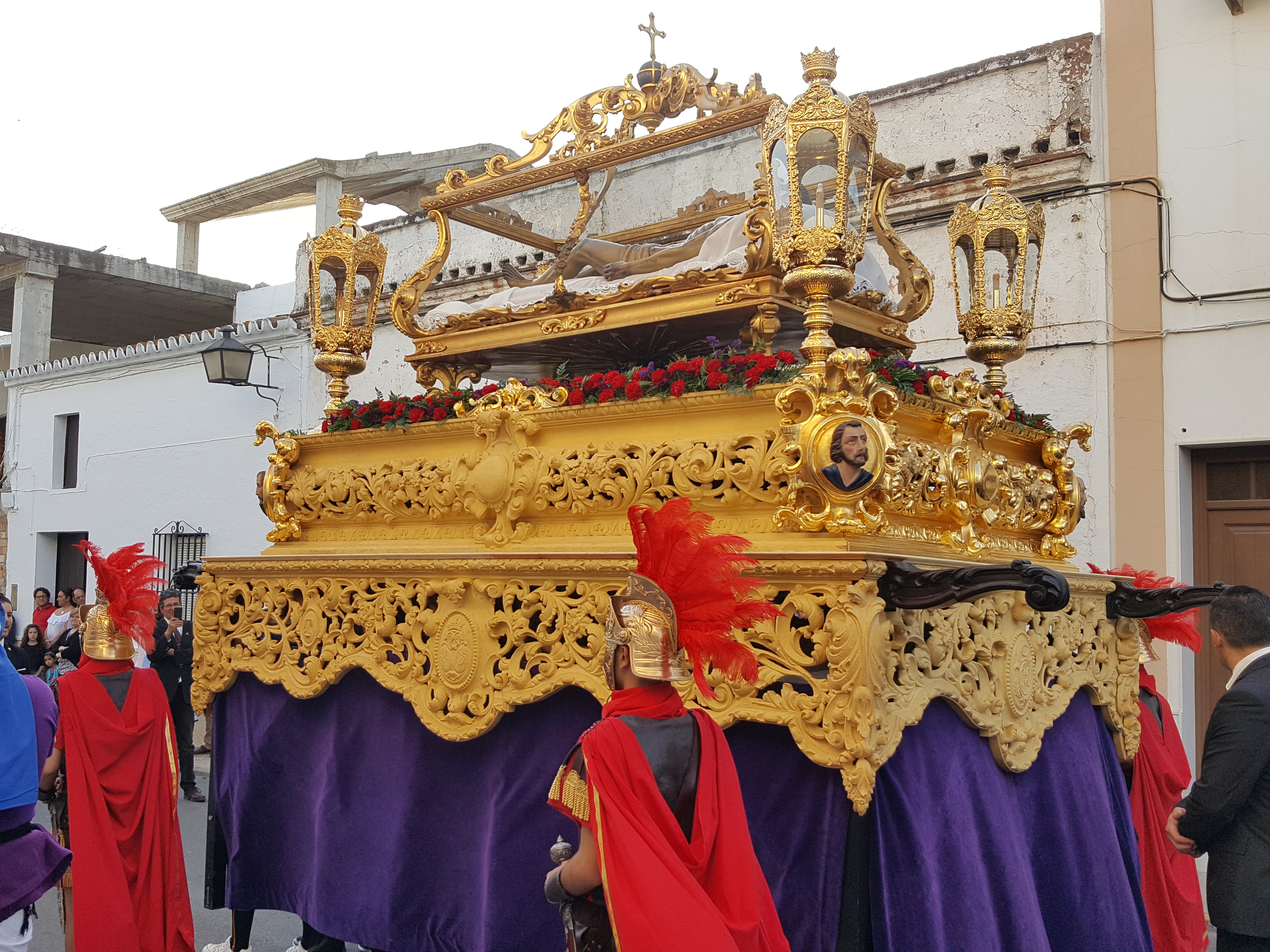
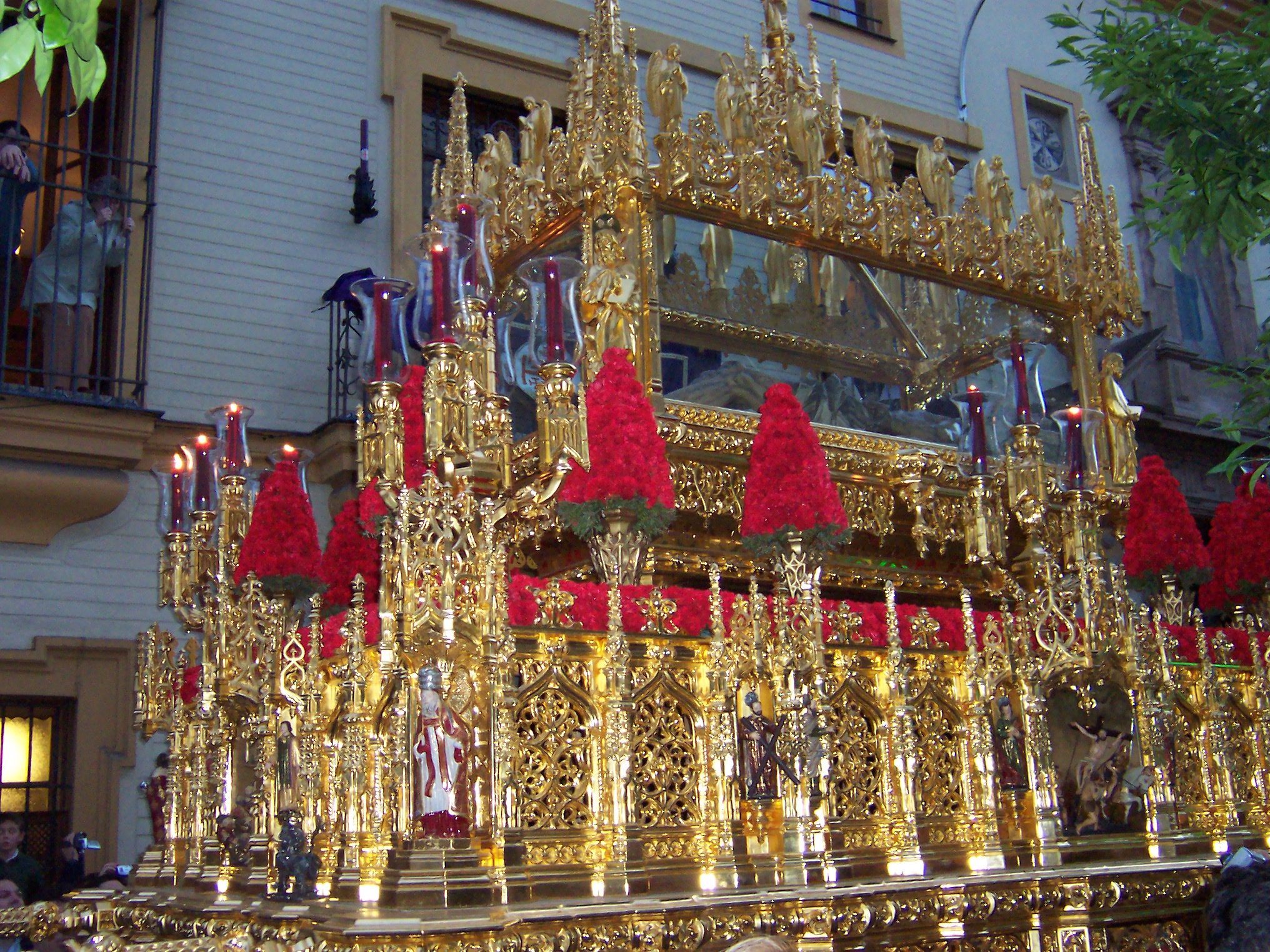

La présence de statue du Christ avec des bras articulés est un témoin d'une antique tradition de la descente de la Croix et de la mise au tombeau du Christ. Ainsi, une quarantaine de Christ en Croix possèdent des bras articulés dans la région du Rhin supérieur et de la Souabe; la plus ancienne date du XIVe siècle.
Le cercueil du Christ-Mort qui correspond à l'epitaphios du rite byzantin est le plus souvent en verre afin de permettre la vénération des fidèles.
Aux Philippines, la statue articulée du Christ connue sous le nom de Apung Mamacalulu (Dieu miséricordieux) reçoit une vénération particulière.

#### Arma Christi: les instruments de la Passion

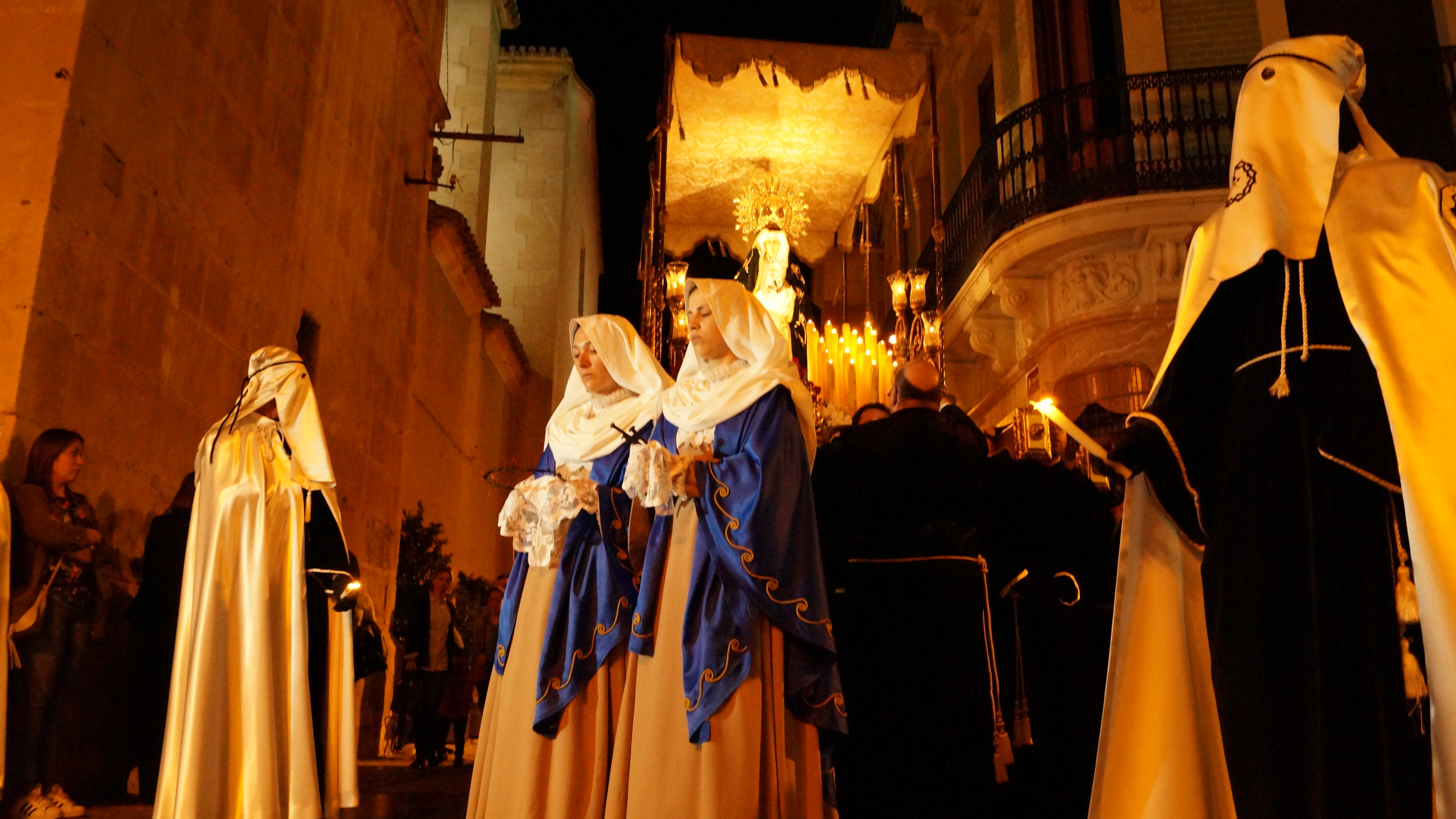
Les Saintes Femmes portent les instruments de la Passion lors de la Procession du Christ-Morte à Aspe.

Vêtues de noir, le visage entièrement couvert d’un voile, les pleureuses marchent silencieusement derrière le Christ-Mort. Elles portent, déposés sur des coussins rouges, les instruments et objets de la Passion du Christ : couronne d’épines, clous, marteau et fouet, la bourse dans laquelle Judas Iscariote a mis l’argent reçu du Sanhédrin, la main gantée de fer doré qui rappelle les gifles reçues par Jésus de la part des soldats, ou encore l’éponge avec laquelle le Christ a été désaltéré plusieurs fois sur la croix.
En plus, les cloches ayant cessé de sonner après le Gloria du Jeudi saint jusqu'à l'Exultet de la Vigile pascale, l'usage est de remplacer les cloches par une crécelle de bois, aussi connu sous le nom de matraka aux Philippines.

## Spiritualité: expression extravertie de la piété
Les processions théâtralisées des confraternités, et particulièrement la procession du Christ-Mort, viennent "frapper l'imagination" par l'expression d'une sensibilité religieuse héritée de leur culture.
Le sens identitaire des manifestations de la piété n'exclut nullement la sincérité de la foi. Il ne s'agit pas d'une démonstration individuelle mais de la manifestation extravertie d'une foi et d'une sensibilité partagées, caractéristiques de l'appartenance au mouvement pénitentiel.

## Culture

### Peinture
Le peintre italien Paride Pascucci a peint Le Christ mort - Le Baiser après la Procession à l'huile sur toile en 1912. Le tableau représente les différents acteurs de la procession ainsi que les fidèles qui vénèrent la statue du Christ-Mort.

### Cinéma
La procession du Santo Entierro est mise en scène dans le film philippin Santa Santita de 2004 avec l'actrice Angelica Panganiban montrant l'appropriation mimétique de la passion du Christ dans la pratique de la religion populaire.